# Big Kahuna Burger

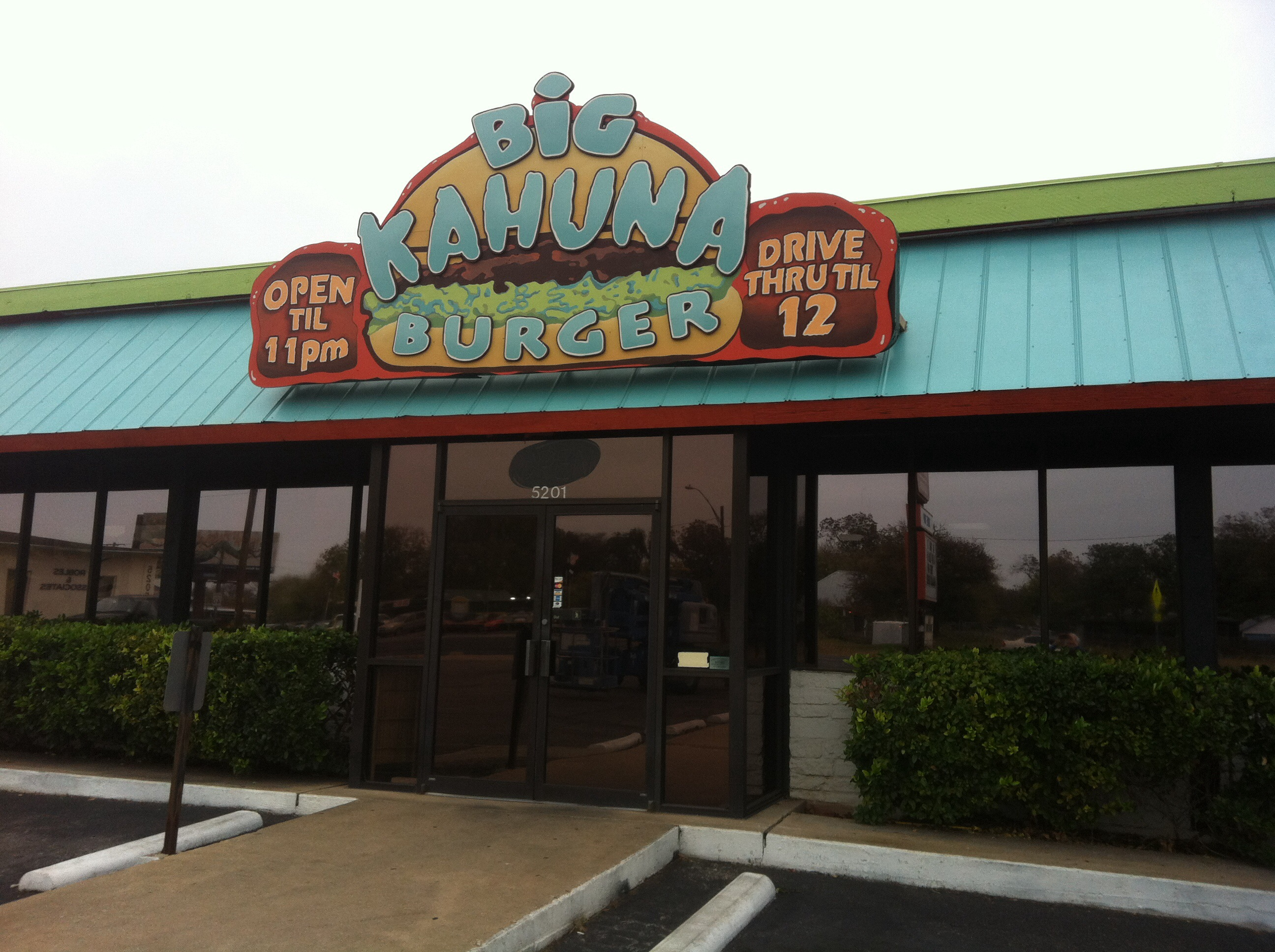
Austin's Stallion Grill превратили в Big Kahuna Burger для рекламы сериала «От заката до рассвета»

Big Kahuna Burger — вымышленная сеть гавайских ресторанов быстрого питания, упоминающаяся в фильмах Квентина Тарантино: «Доказательство смерти», «Четыре комнаты», «Криминальное чтиво» и «Бешеные псы».
Дизайн брендированной упаковки, появляющейся в кадре, создан старым приятелем Тарантино Джерри Мартинесом.
После упоминания в кино ряд компаний стали использовать это имя в качестве названия для своих ресторанов, а также названия продуктов, в них реализуемых.
Big Kahuna Burger встречается также в двух фильмах Роберта Родригеса, друга Тарантино, — «От заката до рассвета» и «Приключения Шаркбоя и Лавы».
Другим вымышленным брендом, который фигурирует в нескольких фильмах Тарантино, являются сигареты Red Apple ("Красное яблоко").